# Shantou
Shantou ou Swatow (汕头) é uma cidade na Província de Cantão, República Popular da China. É um dos mais importantes Portos de Mar da China do Sul e tem um aeroporto que liga a região a todas as grandes cidades da China. Tem cerca de 4,7 milhões de habitantes. Tornou-se numa zona económica especial em 1979.
A língua local é o shantonês, mas o cantonesa também é falado pela maioria da população. As gerações mais novas já falam bem o Mandarim.
Shantou tem diversos estabelecimentos de ensino superior, sendo o melhor de entre eles a Universidade de Shantou, mas o Instituto Politécnico de Shantou também goza de boa reputação.
A principal indústria na zona de Shantou é a dos brinquedos, que daí são exportados para toda a China.

## Cidades-irmãs
- Kishiwada, Japão (1990)
- Saint John, Canadá (1997)

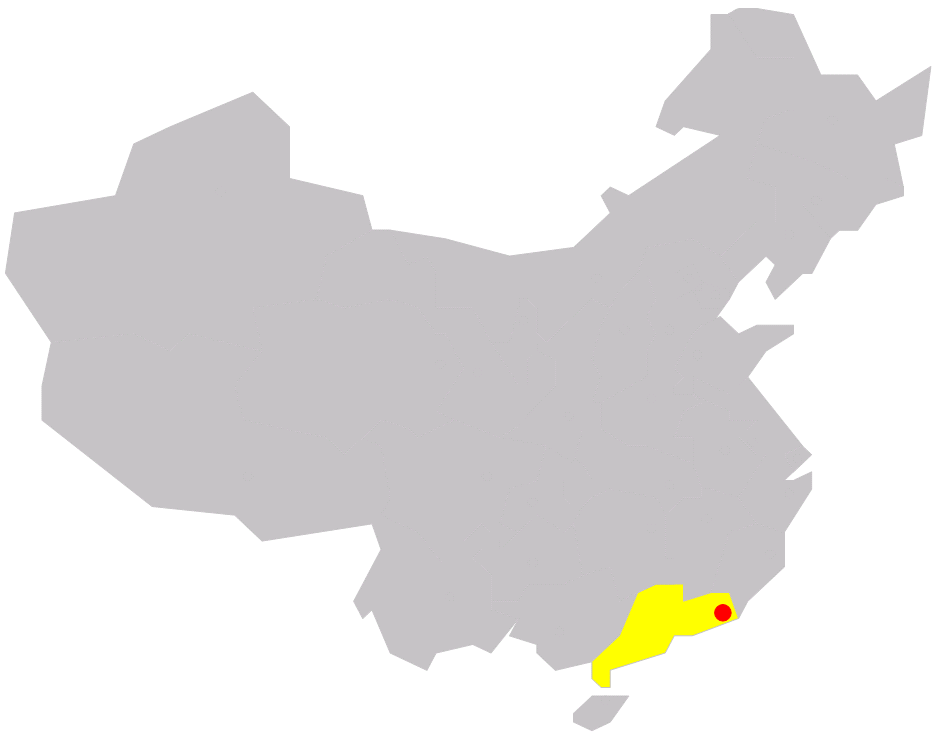
Localização de Shantou

- Can Tho, Vietname (2005)